# Campeonato Asiático de Atletismo de 2019 - 10000 m feminino
A prova dos 10000 metros feminino do Campeonato Asiático de Atletismo de 2019 foi disputada no dia 23 de abril de 2019 no Estádio Internacional Khalifa em Doha, no Catar. 

## Recordes
Antes desta competição, os recordes mundiais e do campeonato nesta prova eram os seguintes:
|                       | Nome                | Nacionalidade          | Tempo      | Local          | Data                  |
| --------------------- | ------------------- | ---------------------- | ---------- | -------------- | --------------------- |
| Recorde mundial       | Almaz Ayana         | Etiópia                | 29m 17s 45 | Rio de Janeiro | 12 de agosto de 2016  |
| Recorde do campeonato | Alia Saeed Mohammed | Emirados Árabes Unidos | 31m 52s 29 | Wuhan          | 7 de junho de 2015    |
| Recorde asiático      | Wang Junxia         | China                  | 29m 31s 78 | Pequim         | 8 de setembro de 1993 |

Os seguintes recordes foram estabelecidos durante esta competição:
| Data        | Evento | Atleta         | Nacionalidade | Tempo      | Notas                 |
| ----------- | ------ | -------------- | ------------- | ---------- | --------------------- |
| 23 de abril | Final  | Shitaye Eshete | Bahrein       | 31m 15s 62 | Recorde do campeonato |

## Medalhistas
| Ouro                 | Prata              | Bronze                         |
| Shitaye Eshete (BHR) | Hitomi Niiya (JPN) | Sanjivani Baburao Jadhav (IND) |

## Cronograma
Todos os horários são locais (UTC+3)
| Data        | Hora  | Evento |
| ----------- | ----- | ------ |
| 23 de abril | 20:49 | Final  |

## Resultado final
| Posição           | Atleta                   | Nacionalidade | Tempo    | Notas                 |
| ----------------- | ------------------------ | ------------- | -------- | --------------------- |
| Medalha de ouro   | Shitaye Eshete           | Bahrein       | 31:15.62 | Recorde do campeonato |
| Medalha de prata  | Hitomi Niiya             | Japão         | 31:22.63 | Recorde da temporada  |
| Medalha de bronze | Sanjivani Baburao Jadhav | Índia         | 32:44.96 | Recorde pessoal       |
| 4                 | Xia Yuyu                 | China         | 33:02.31 | Recorde pessoal       |
| 5                 | An Seul-ki               | Coreia do Sul | 33:13.17 | Recorde da temporada  |
| 6                 | Yuka Hori                | Japão         | 33:15.65 |                       |
| 7                 | Zhang Deshun             | China         | 34:09.63 | Recorde da temporada  |

Legenda
| Recorde mundial       | Recorde mundial (World record)               |                       | Recorde africano                      | Recorde africano (African) |                                           | Q | Classificado por posição (Qualified) |
| Recorde do campeonato | Recorde do campeonato (Championship record)  | Recorde da América    | Recorde da América (Americas)         | q                          | Classificado por melhor tempo (Qualified) |   |                                      |
| Melhor marca do ano   | Melhor marca do ano (World leading)          | Recorde asiático      | Recorde asiático (Asian)              | DNS                        | Não largou (Did not start)                |   |                                      |
| Recorde nacional      | Recorde nacional (National record)           | Recorde europeu       | Recorde europeu (European)            | DNF                        | Não terminou (Did not finish)             |   |                                      |
| Recorde pessoal       | Recorde pessoal do atleta (Personal best)    | Recorde da Oceania    | Recorde da Oceania (Oceania)          | DSQ / DQ                   | Desclassificado (Disqualified)            |   |                                      |
| Recorde da temporada  | Recorde da temporada do atleta (Season best) | Recorde sul-americano | Recorde sul-americano (South America) | NM                         | Sem marca (No mark)                       |   |                                      |